# Roy Makaay
Roy Makaay, nascut el 9 de març de 1975 a Wijchen (Països Baixos), és un exfutbolista i entrenador neerlandès. Ocupava la posició de davanter centre.

## Carrera
Aquest davanter va començar la seva trajectòria esportiva jugant en el SBV Vitesse de la lliga neerlandesa. El 1997 és fitxat pel CD Tenerife de la Lliga espanyola de futbol, però dos anys més tard l'equip va descendir a la Segona Divisió. El 1999 va fitxar pel Deportivo de La Corunya, aconseguint allí la primera Lliga espanyola de la història del club. El darrer any a Galícia va ser el màxim golejador de la competició espanyola, i de retruc, es va endur la Bota d'Or al golejador europeu.
En el 2003 va recalar al FC Bayern de Múnic, on va assolir diversos títols nacionals. En la seua etapa bavaresa aconsegueix el gol més ràpid de la Champions League, 10,12 segons contra el Reial Madrid, el 7 de març de 2007.
El 2007, es fa oficial el seu retorn a l'Eredivisie, al Feyenoord de Rotterdam, club en el qual va retirar-se l'any 2010.

## Palmarès
- 1 Lliga espanyola de futbol (1999/2000)
- 1 Copa del Rei (2001/2002)
- 2 Supercopes d'Espanya (2000/2001 i 2002/2003)
- 1 Pichichi (2002/2003, 29 gols)
- 1 Bota d'or (2002/2003, 29 gols 58 punts)
- 2 1. Bundesliga (2005 i 2006)
- 2 Copa d'Alemanya (2005 i 2006)
- 1 Copa dels Països Baixos 2008.

## Selecció
Roy Makaay va ser internacional en 43 ocasions, marcant només sis gols. Va estar present en dues Eurocopes, el 2000 i 2004, arribant a les semifinals en ambdues edicions. També ha militat en la selecció olímpica, tot acudint als Jocs Olímpics de Beijing 2008.
Comparteix el rècord d'aparicions amb la selecció sub-21 dels Països Baixos, 31, les mateixes que Arnold Bruggink.